# Canton de Contres
Le canton de Contres est un ancien canton français situé dans le département de Loir-et-Cher et la région Centre.

## Géographie
Ce canton était organisé autour de Contres dans l'arrondissement de Blois. Son altitude variait de 62 m (Candé-sur-Beuvron) à 137 m (Sassay) pour une altitude moyenne de 95 m.

## Représentation

### Conseillers généraux de 1833 à 2015
| Période | Période          | Identité                                                                               | Étiquette                | Qualité |
| ------- | ---------------- | -------------------------------------------------------------------------------------- | ------------------------ | --- |
| 1833    | 1845             | Désiré Leconte de Roujou (1788-1862)                                                   |                          | Avocat puis Procureur du Roi à Blois Conseiller municipal de Blois                                                                                                  |
| 1845    | 1848             | Paul Guillaume Louis Maximilien Marquis Hurault de Vibraye (1809-1878)                 |                          | Agronome, géologue, minéralogiste Président du comice agricole de Loir-et-Cher Propriétaire des domaines de Cheverny et de Vibraye Conseiller municipal de Cheverny |
| 1848    | 1852             | Charles Leconte de Roujou (fils de Désiré Leconte de Roujou) (1814-1899)               |                          | Avocat puis Procureur de la République à Blois |
| 1852    | 1855             | Louis Simon Porcher-Guibert (1786-1868)                                                |                          | Négociant, ancien commandant de la Garde Nationale de Blois Propriétaire du château de Favras à Feings                                                              |
| 1855    | 1867             | Maxime Renaud d'Avesne des Méloizes (1812-1881) (gendre du Marquis Hurault de Vibraye) |                          | Diplomate, propriétaire du château du Breuil près de Contres |
| 1867    | 1874             | Henri Marquis de Sers                                                                  | Royaliste                | Ancien officier Propriétaire du château et Maire de Candé-sur-Beuvron (1862-1881)                                                                                   |
| 1874    | 1882 (démission) | Eugène Lory                                                                            |                          | Ingénieur civil, propriétaire Maire de Fresnes (1871-1882), conseiller d'arrondissement                                                                             |
| 1882    | 1904             | Rodolphe Péan-Bréault                                                                  | Républicain              | Propriétaire Conseiller municipal de Sambin (1865-1881) Maire de Feings (1881-1908)                                                                                 |
| 1904    | 1910             | Paul Thibault-Dubois                                                                   | Rad.                     | Propriétaire-viticulteur, maire de Sassay (1878-1913), conseiller d'arrondissement                                                                                  |
| 1910    | 1922             | Clovis Husson                                                                          | Républicain Progressiste | Notaire, maire de Chitenay (1897-1944) |
| 1922    | 1924 (décès)     | Pierre Mauger-Violleau                                                                 | PRS                      | Horloger puis viticulteur Maire de Contres (1919-1924), conseiller d'arrondissement Député (mai-novembre 1924)                                                      |
| 1924    | 1940             | Robert Mauger                                                                          | SFIO                     | Horloger-bijoutier Maire de Contres Député (1932-1942) |
|         |                  |                                                                                        |                          | |
| 1945    | 1951             | Robert Mauger                                                                          | SFIO                     | Horloger-bijoutier Maire de Contres Député (1932-1942 et 1945-1946)                                                                                                 |
| 1951    | 1976             | Roger Pillard                                                                          | RI                       | Tonnelier et négociant en vins Conseiller municipal, puis 1er adjoint au Maire de Contres                                                                           |
| 1976    | 2001             | Jacques Bimbenet                                                                       | DVD puis UDF             | Agent d'assurances Sénateur (1986-2001) Maire de Contres (1971-1995)                                                                                                |
| 2001    | 2008             | Guy Vasseur                                                                            | RPR                      | Agriculteur Conseiller municipal de Sambin (1977-1995) Conseiller régional (1992-2009)                                                                              |
| 2008    | 2015             | Jean-Luc Brault                                                                        | DVG                      | Chef d'entreprise Maire de Contres depuis 1995 Président de la Communauté de Communes du Controis                                                                   |

### Conseillers d'arrondissement (de 1833 à 1940)
| Période                                  | Période      | Identité                                    | Étiquette | Qualité |
| ---------------------------------------- | ------------ | ------------------------------------------- | --------- | --- |
| 1833                                     | 1842         | Louis Joseph Denet-Limozin                  |           | Propriétaire à Cour-Cheverny, suppléant du juge de paix                                                     |
| 1842                                     | 1848         | André Binet                                 |           | Maire de Fresnes                                                                                            |
| 1848                                     | 1864         | Simon François Paulin Deschamps (1792-1870) |           | Avocat, notaire, juge de paix à Blois                                                                       |
| 1864                                     | 1871         | Louis-Paul-Alexandre Duchâteau              |           | Maire de Contres                                                                                            |
| 1871                                     | 1874         | Eugène Lory                                 |           | Propriétaire, maire de Fresnes                                                                              |
| 1874                                     | 1886         | E. Domet                                    |           | Propriétaire à Sambin                                                                                       |
| 1886                                     | 1896 (décès) | Horace Pelletier                            |           | Propriétaire à Candé-sur-Beuvron                                                                            |
| 1896                                     | 1904         | Paul Thibault-Dubois                        | Radical   | Propriétaire-viticulteur, maire de Sassay, Président du Conseil d'arrondissement                            |
| 1904                                     | 1910         | Isidore Husson                              | Droite    | Notaire, maire de Chitenay                                                                                  |
| 1910                                     | 1919         | Léon-Louis Cazin                            | Radical   | Maire de Cour-Cheverny                                                                                      |
| 1919                                     | 1922         | Pierre Mauger-Violleau                      | PRS       | Maire de Contres                                                                                            |
| Juil.1922                                | 1934         | Louis Hardy                                 | SFIO      | Maire de Cheverny                                                                                           |
| 1934                                     | 1940         | Émile Bernard                               | SFIO      | Tonnelier, maire de Sassay                                                                                  |
| 1940                                     |              |                                             |           | Les conseils d'arrondissement ont été suspendus par la loi du 12 octobre 1940 et n'ont jamais été réactivés |
| Les données manquantes sont à compléter. |              |                                             |           | |

## Composition
Le canton de Contres, d'une superficie de 285 km2, était composé de dix-sept communes
.
| Nom                 | Code Insee | Intercommunalité           | Superficie (km2) | Population (dernière pop. légale) | Densité (hab./km2) |
| ------------------- | ---------- | -------------------------- | ---------------- | --------------------------------- | ------------------ |
| Contres (chef-lieu) | 41059      | CC Val-de-Cher-Controis    | 36,09            | 3 576 (2014)                      | 99                 |
| Candé-sur-Beuvron   | 41029      | CA de Blois « Agglopolys » | 15,49            | 1 549 (2014)                      | 100                |
| Cheverny            | 41050      | CA de Blois « Agglopolys » | 33,00            | 1 006 (2014)                      | 30                 |
| Chitenay            | 41052      | CA de Blois « Agglopolys » | 15,61            | 1 051 (2014)                      | 67                 |
| Cormeray            | 41061      | CA de Blois « Agglopolys » | 10,31            | 1 548 (2014)                      | 150                |
| Cour-Cheverny       | 41067      | CA de Blois « Agglopolys » | 29,80            | 2 786 (2014)                      | 93                 |
| Feings              | 41082      | CC Val-de-Cher-Controis    | 16,52            | 719 (2014)                        | 44                 |
| Fougères-sur-Bièvre | 41092      | CC Val-de-Cher-Controis    | 14,69            | 815 (2014)                        | 55                 |
| Fresnes             | 41094      | CC Val-de-Cher-Controis    | 16,02            | 1 140 (2014)                      | 71                 |
| Monthou-sur-Bièvre  | 41145      | CA de Blois « Agglopolys » | 16,62            | 829 (2014)                        | 50                 |
| Les Montils         | 41147      | CA de Blois « Agglopolys » | 9,27             | 1 952 (2014)                      | 211                |
| Oisly               | 41166      | CC Val-de-Cher-Controis    | 10,61            | 365 (2014)                        | 34                 |
| Ouchamps            | 41170      | CC Val-de-Cher-Controis    | 13,08            | 756 (2014)                        | 58                 |
| Sambin              | 41233      | CA de Blois « Agglopolys » | 20,83            | 943 (2014)                        | 45                 |
| Sassay              | 41237      | CC Val-de-Cher-Controis    | 16,44            | 993 (2014)                        | 60                 |
| Seur                | 41246      | CA de Blois « Agglopolys » | 3,85             | 482 (2014)                        | 125                |
| Valaire             | 41266      | CA de Blois « Agglopolys » | 6,68             | 80 (2014)                         | 12                 |

## Démographie

### Évolution démographique
| 1962   | 1968   | 1975   | 1982   | 1990   | 1999   | 2006   | 2011   | 2012   |
| ------ | ------ | ------ | ------ | ------ | ------ | ------ | ------ | ------ |
| 12 408 | 12 216 | 12 095 | 14 054 | 15 301 | 16 868 | 18 700 | 20 067 | 20 175 |

### Âge de la population
La pyramide des âges, à savoir la répartition par sexe et âge de la population, du canton de Contres en 2009 ainsi que, comparativement, celle du département de Loir-et-Cher la même année sont représentées avec les graphiques ci-dessous.
La population du canton comporte 49,3 % d'hommes et 50,7 % de femmes. Elle présente en 2009 une structure par grands groupes d'âge similaire à celle de la France métropolitaine. 
Il existe en effet 109 jeunes de moins de 20 ans pour cent personnes de plus de 60 ans, alors que pour la France l'indice de jeunesse, qui est égal à la division de la part des moins de 20 ans par la part des plus de 60 ans, est de 1,06. L'indice de jeunesse du canton est également supérieur à celui  du département (0,83) et à celui de la région (0,95).
| Hommes | Classe d’âge | Femmes |
| ------ | ------------ | ------ |
| 0,3    | 90 ans ou +  | 1,2    |
| 7,4    | 75 à 89 ans  | 9,9    |
| 13,7   | 60 à 74 ans  | 14,0   |
| 21,1   | 45 à 59 ans  | 20,7   |
| 21,5   | 30 à 44 ans  | 21,4   |
| 14,8   | 15 à 29 ans  | 13,5   |
| 21,1   | 0 à 14 ans   | 19,4   |

| Hommes | Classe d’âge | Femmes |
| ------ | ------------ | ------ |
| 0,5    | 90 ans ou +  | 1,5    |
| 8,8    | 75 à 89 ans  | 12,1   |
| 15,4   | 60 à 74 ans  | 16,1   |
| 21,2   | 45 à 59 ans  | 20,5   |
| 19,6   | 30 à 44 ans  | 18,7   |
| 15,9   | 15 à 29 ans  | 14,3   |
| 18,6   | 0 à 14 ans   | 16,8   |